# The New Romantic
The New Romantic è un film del 2018 diretto da Carly Stone.
La pellicola ha come interpreti principali Jessica Barden, Hayley Law, Brett Dier, Avan Jogia, Timm Sharp e Camila Mendes.
Il film è stato presentato in prima mondiale ai South by Southwest l'11 marzo 2018, mentre verrà distribuito nelle sale cinematografiche canadesi dal 19 ottobre dello stesso anno.

## Trama
Blake, una giovane donna che è frustrata dalla mancanza di romanticismo nella sua vita e spaventata dalla sua imminente laurea dalla scuola di giornalismo, accetta di sperimentare, diventando una sugar baby per un uomo più ricco, nella speranza che per scrivere della sua esperienza, lei vincerà il premio di $50.000 in una competizione giornalistica imminente.

## Produzione

### Riprese
Il film è stato girato a Sudbury, nell'Ontario, nell'autunno 2017.

## Promozione
Il trailer ufficiale del film è stato pubblicato il 20 settembre 2018.

## Distribuzione
Il film è stato presentato in anteprima mondiale ai South by Southwest l'11 marzo 2018, dove ha vinto una il premio speciale della giuria per il Best First Feature. Poco dopo, la The Orchard ha acquisito i diritti di distribuzione per gli Stati Uniti. È stato inoltre proiettato al Cinéfest Sudbury International Film Festival il 19 settembre 2018.
Verrà distribuito nelle sale cinematografiche canadesi il 19 ottobre 2018, mentre negli Stati Uniti, verrà distribuito il 9 novembre 2018.

## Accoglienza

### Critica
Le prime recensioni del film, pubblicate dopo l'anteprima mondiale, sono state miste. Su Metacritic ha un punteggio di 52 su 100, basato su 4 recensioni.
In una recensione positiva, John Fink di The Film Stage ha scritto: "The New Romantic è il film raro che presenta queste relazioni senza giudizio offrendo il bene, il male, il dolore e la confusione come dato di fatto".
Per David Ehrlich di IndieWire: "È una testimonianza della sensibilità di Stone - e della performance di Barden - che vuoi vedere questi personaggi allungati nel corso di una stagione di 10 episodi, ma è a detrimento del film che si sentono così condensati qui, varie scene che si insinuano in ogni altro senza un chiaro senso del flusso".